# أبي آدم
أبي آدم هو كتاب من تأليف عبد الصبور شاهين، صدر أواخر التسعينات ثم أعيد طباعته بواسطة مؤسسة أخبار اليوم[ ؟ ]، أثار ضجة كبيرة في العالم الإسلامي، حيث يرى فيه الشيخ عبد الصبور أن آدم هو أبو الإنسان وليس أبا البشر الذين هم خلق حيواني كانوا قبل الإنسان، فاصطفى الله منهم آدم ليكون أبا الإنسان، وهو ما أشار إليه الله في القرآن بـأن (نفخ الله فيه من روحه)، وأباد الله الجنس البشري فلم يبق منهم إلا آدم، فعدله الله وسواه كما ينص القران (الذي خلقك فسواك فعدلك). ويستدل الشيخ عبد الصبور بآيات كثيرة على وجود البشر قبل الإنسان، ولكنهم كانوا خلقاً غير معدلين بروح الله، وهو ما دعى الملائكة عندما أخبرهم الله أنه سيخلق آدم لأن يقولوا: (أتجعل فيها من يفسد فيها ويسفك الدماء).
يرى شاهين أن هذا كان قبل أن يصطفي الله آدم ويعدله ويسويه بأن ينفخ فيه من روحه فيصبح عاقلاً ومتحضراً ، ومستعدا لحمل الأمانة واستيفاءالتكليف ،قال الله تعالى: (فإذا سويته ونفخت فيه من روحي فقعوا له ساجدين). وخلاصة الأمر أن آدم ولد من أب وأم بشريين تطور هو من بعدهما ليصبح أبا الإنسان المميز بالعقل المقيد بالشرائع.

## رأي الأزهر
لم يجد الأزهر الشريف في نظرية الدكتور عبد الصبور ما يؤدي إلى الإلحاد ، غير أنه نفى أن تكون نظريته صحيحة ، وأن آدم في الواقع هو أبو الإنسان وأبو البشر على السواء.

## رأي زغلول النجار
في مناظرة تلفزيونية واجه الأستاذ الدكتور زغلول النجار الدكتور عبد الصبور شاهين وجهاً لوجه، ووصف نظريته بأنها ترسبات للفكر الوجودي، ثم أعاد الدكتور زغلول ترتيب رأيه في محاضرة على قرص مضغوط يرد فيها على الدكتور عبد الصبور من دون أن يسميه، واصفاً إياه بـ(أحد أساتذة اللغة)؛ غير أن محاضرة الدكتور زغلول النجار خلت من أي رد تفصيلي على نظرية الدكتور عبد الصبور شاهين، واكتفى النجار بذكر الأساسيات الواردة في أمهات الكتب.

## رأي ورد في رواية عربية
أورد الروائي السعودي محمد عزيز العرفج في روايته الدور الأعلى شيئاً عن الموطن الأصلي لآدم وحواء وابنيهما قابيل وهابيل على لسان بطل الرواية سعود الخيرالله حيث ذكر البطل أنه حاول أن يتواصل مع عبد الصبور شاهين لإبلاغه بأن أرخبيل سقطرى هو الموطن الأصلي لهم لصفاتها الساحرة من الأشجار والطيور النادرة وعدم وجود الكلب فيها ...إلخ كما أنه يوجد بها شجرة تسمى شجرة دم الأخوين حيث يذكر الرواة أنها خرجت من دم هابيل المقتول من أخيه قابيل ، حيث ذكر شاهين بأن جنّة آدم وحواء هي من جنان الدنيا وليست جنّة الخلد .
ويؤيد معظم المفسرين أن الجنة التي كان فيها آدم وزوجه كانت على الأرض ، وليست هي جنة الخلد، ويشاركهم الأستاذ الدكتور زغلول النجار في هذا الفكر.

## اقتباسات من الكتاب
- ان الله لا يكره خلقه لذواتهم بل يكره منهم أفعالهم السيئة التي نهاهم عنها.
- كل انسان بشر وليس كل بشر انسانا
- القرآن لا يخاطب البشر بل يخاطب الإنسان والتكليف الديني منوط بصفة الإنسانية وليس البشرية
- يجب أن نفهم القرآن فهما واعيا ، فهمأُ يخرج عن المذهب التقليدي.
- كل إنسان هو بشر ، وليس كل بشر إنسان.

## اقرأ أيضا
- زغلول النجار
- محمد شحرور
- أيمن جمعة
- عبد الصبور شاهين
- بشر
- بسام جرار

## وصلات خارجية
- الشيخ القرضاوي : بداية الخلق - ونظرية التطور. [يوتيوب]

1. ↑  📖 ❞ كتاب أبي آدم من الطين إلى الانسان ❝ ⏤ عبد الصبور شاهين 📖. مؤرشف من الأصل في 2022-01-26.